# Siniša Dražić
Siniša Dražić (ur. 16 grudnia 1967) – serbski szachista, arcymistrz od 2000 roku.

## Kariera szachowa
Jeden z pierwszych sukcesów międzynarodowych odniósł w 1990 r., dzieląc II m. (za Siergiejem Janowskim, wspólnie z Janosem Rigo, a przed m.in. Andrzejem Filipowiczem) w turnieju C festiwalu Dortmunder Schachtage w Dortmundzie. W 1994 r. reprezentował Jugosławię na rozegranych w Sofii mistrzostwach świata studentów, dzieląc VI-VIII miejsce. W kolejnych latach odniósł szereg sukcesów indywidualnych, zwyciężając bądź dzieląc I miejsca m.in.:
- Clichy (1998),
- Wijk aan Zee (1998, turniej Sonnevanck),
- Cesenatico (2000, wspólnie z Ivanem Varago i Wencisławem Inkiowem),
- Nowym Sadzie (2001),
- Mediolanie (2001, wspólnie z Andrijem Maksymenką),
- Bratto (2001, wspólnie z Władimirem Jepiszynem, Wadimem Miłowem, Igorem Chenkinem, Michele Godeną i Giulio Borgo(inne języki)),
- Bačkiej Palance (2002, wspólnie z m.in. Dušanem Rajkoviciem, Vasile Sănduleacem i Dmitrijem Swietuszkinem),
- Mediolanie (2004),
- Bassano del Grappa (2004),
- Falconarze Marittimie (2005),
- Nowym Sadzie (2005),
- Cortinie d’Ampezzo (2005, wspólnie z m.in. Michele Godeną)
- Padwie (2005, wspólnie z Eraldem Dervishim i Miroljubem Laziciem(inne języki)),
- Đakovie (2006, wspólnie z Ante Brkiciem),
- El Sauzal (2007, wspólnie z Micheilem Mczedliszwilim, turniej szachów szybkich),
- Senigalli (2007, wspólnie z Igorem Jefimowem i Todorem Todorowem),
- Mediolanie (2007, wspólnie z Rolly Martinezem(inne języki)),
- Monti (2007, wspólnie z Wołodymyrem Bakłanem),
- Nowym Sadzie (2007, wspólnie z Draganem Kosiciem),
- Vrnjačkiej Banji (2007, wspólnie z Dejanem Pikulą(inne języki)),
- Splicie (2008),
- Zadarze (2008, otwarte mistrzostwa Chorwacji),
- Olbii (2008, wspólnie z Viestursem Meijersem),
- Zrenjaninie (2008, wspólnie z Mihailo Zlaticiem(inne języki)),
- Vukovarze (2009).

W 2009 r. podzielił II-III m. (za Ivanem Ivaniševiciem, wspólnie z Milošem Perunoviciem) w finale indywidualnych mistrzostw Serbii.
Najwyższy ranking w dotychczasowej karierze osiągnął 1 września 2010 r., z wynikiem 2546 punktów zajmował wówczas 15. miejsce wśród serbskich szachistów.